# Eduard Baltzer
Wilhelm Eduard Baltzer, född den 24 oktober 1814, död den 24 juni 1887, var en tysk präst och skriftställare.
Baltzer gjorde sig känd genom sin livliga verksamhet för bildandet av fria församlingar i Tyskland och grundade 1847 den fria församlingen i Nordhausen, vilken han förestod till 1881. Bland hans många religionsvetenskapliga skrifter kan nämnas Gott, Welt und Mensch, Grundlinien der Religionswissenschaft (1869, 2:a upplagan 1879). 
Baltzer var även en ivrig förkämpe för vegetarianismen. Han bildade 1868 i Nordhausen en "förening av vänner till ett naturligt levnadssätt" och utgav Die natürliche Lebensweise (4 band, 1867–1872) samt en vegetariansk kokbok, som 1900 utkom i sin 14:e upplaga.